# Jesuânia
Jesuânia é um município brasileiro do estado de Minas Gerais. Sua população recenseada em 2022 era de 5 138 habitantes. 

## História
O município de Jesuânia foi criado por força da lei estadual nº 336, de 27 de dezembro de 1948, desmembrado do município de Lambari.

## Geografia
Localiza-se na Mesorregião Sul de Minas Gerais. 

## Padroeiro
- Senhor Bom Jesus.[6]